# Instantbird
Instantbird – multikomunikator internetowy bazujący na XULRunnerze firmy Mozilla i opensourcowej bibliotece libpurple stworzonej przez deweloperów Pidgina. Instantbird należy do wolnego oprogramowania i jest dostępny na licencji GNU General Public License.

## Obsługiwane protokoły
- AIM
- ICQ
- Gadu-Gadu
- Internet Relay Chat
- .NET Messenger Service (znany jako MSN)
- MySpaceIM(inne języki)
- QQ
- SIMPLE(inne języki)
- XMPP (Jabber, Google Talk)
- Yahoo! Messenger
- Netsoul
- Facebook Chat
- Novell GroupWise
- Twitter